# Лаврентій (єпископ Туровський)
Лаврентій затвірник, єпископ Туровський (? — 1194, Турів, нині Білорусь) — православний релігійний діяч, святий. Преподобний. З 1182 по 1194 роки був Турівським єпископом.

## Життєпис
Спочатку був пострижений у Печерському монастирі. Життя Лаврентія цікаве вказівкою, що за нього в Печерській обителі жило 180 ченців, багато з яких мали дар чудотворення. Сам преподобний був удостоєний дару зцілення і вигнання бісів. Через заборону лаврського ігумена, який не дозволяв молодим ченцям жити в затворі, Лаврентій пішов до Димитрієвської обителі (Київ).
Традиційно вважається, що 1182 року він був поставлений на Турівську кафедру, ставши наступником знаменитого проповідника і церковного письменника св. Кирила Туровського. Місцевий поліський переказ стверджує, що після смерті прп. Лаврентія його мощі почивали в Туровському Борисоглібському монастирі, а пізніше були взяті до Печерського монастиря.

## Мощі
Його мощі спочивають у Ближніх печерах.
Пам'ять 28 вересня та 29 січня.

## Джерело
- Словник персоналій Національного Києво-Печерського історико-культурного заповідника — ресурс використано за дозволом видавця.
- Патерик Києво-Печерський [Архівовано 5 грудня 2008 у Wayback Machine.]